# Rally Cataluña de 1993
El Rally Cataluña de 1993, oficialmente 29º Rally Catalunya - Costa Brava (Rallye de España), fue la edición 29.º y la decimosegunda ronda de la temporada 1993 del Campeonato Mundial de Rally. Se celebró del 2 al 4 de noviembre y contó con un itinerario de veintinueve tramos de asfalto que sumaban un total de 513,605 km cronometrados. También fue puntuable para el Mundial de Producción y para el Campeonato de España.
El ganador fue el francés François Delecour a bordo de un Ford Escort RS Cosworth que lideró la prueba desde el segundo tramo hasta el final. Segundo fue Didier Auriol con un Toyota Celica y tercero Juha Kankkunen con el segundo Celica.

## Itinerario y ganadores
| Día       | Tramo | Nombre                    | Distancia | Ganador                         | Tiempo | Vel. media  | Líder rally       |
| --------- | ----- | ------------------------- | --------- | ------------------------------- | ------ | ----------- | ----------------- |
| 1 (2 nov) | SS1   | Tossa 1                   | 18.70 km  | Carlos Sainz                    | 13:16  | 84.57 km/h  | Carlos Sainz      |
| 1 (2 nov) | SS2   | Els Angels 1              | 15.00 km  | François Delecour               | 9:47   | 91.99 km/h  | François Delecour |
| 1 (2 nov) | SS3   | Coll de Bracons 1         | 19.89 km  | Didier Auriol                   | 13:45  | 86.79 km/h  | François Delecour |
| 1 (2 nov) | SS4   | La Trona 1                | 12.85 km  | Massimo Biasion                 | 8:49   | 87.45 km/h  | François Delecour |
| 1 (2 nov) | SS5   | Alpens - Vilada 1         | 21.23 km  | François Delecour               | 13:47  | 92.42 km/h  | François Delecour |
| 1 (2 nov) | SS6   | Talamanca 1               | 14.47 km  | François Delecour               | 8:48   | 98.66 km/h  | François Delecour |
| 1 (2 nov) | SS7   | Circuit de Catalunya      | 3.65 km   | François Delecour               | 2:22   | 92.54 km/h  | François Delecour |
| 1 (2 nov) | SS8   | Santa Eulalia 1           | 12.60 km  | François Delecour Didier Auriol | 7:23   | 102.39 km/h | François Delecour |
| 1 (2 nov) | SS9   | Alpens - Les Lloses 1     | 21.91 km  | Didier Auriol                   | 15:03  | 87.35 km/h  | François Delecour |
| 1 (2 nov) | SS10  | Coll de Santigosa         | 10.60 km  | Gustavo Trelles                 | 7:30   | 84.80 km/h  | François Delecour |
| 1 (2 nov) | SS11  | Coll de Bracons 2         | 19.89 km  | Didier Auriol                   | 13:38  | 87.54 km/h  | François Delecour |
| 1 (2 nov) | SS12  | l'Enclusa - Sant Hilari 1 | 27.44 km  | François Delecour               | 18:36  | 88.52 km/h  | François Delecour |
| 2 (3 nov) | SS13  | Les Solanes               | 11.83 km  | François Delecour               | 7:19   | 97.01 km/h  | François Delecour |
| 2 (3 nov) | SS14  | Talamanca 2               | 14.47 km  | Didier Auriol                   | 8:44   | 99.41 km/h  | François Delecour |
| 2 (3 nov) | SS15  | La Llacuna                | 20.05 km  | Juha Kankkunen                  | 11:26  | 105.22 km/h | François Delecour |
| 2 (3 nov) | SS16  | Can Ferrer                | 23.82 km  | Juha Kankkunen                  | 13:14  | 108.00 km/h | François Delecour |
| 2 (3 nov) | SS17  | Prades                    | 16.25 km  | François Delecour               | 9:48   | 99.49 km/h  | François Delecour |
| 2 (3 nov) | SS18  | La Riba                   | 32.45 km  | Didier Auriol                   | 20:33  | 94.74 km/h  | François Delecour |
| 2 (3 nov) | SS19  | Pont d'Armentera          | 13.06 km  | François Delecour               | 7:35   | 103.33 km/h | François Delecour |
| 2 (3 nov) | SS20  | Castelfollit del Boix     | 14.42 km  | François Delecour               | 8:42   | 99.45 km/h  | François Delecour |
| 2 (3 nov) | SS21  | Santa Eulalia 2           | 12.60 km  | François Delecour               | 7:25   | 101.93 km/h | François Delecour |
| 2 (3 nov) | SS22  | l'Enclusa - Samt Hilari 2 | 27.44 km  | François Delecour               | 18:13  | 90.38 km/h  | François Delecour |
| 3 (4 nov) | SS23  | Tossa 2                   | 18.70 km  | François Delecour               | 13:29  | 83.21 km/h  | François Delecour |
| 3 (4 nov) | SS24  | Els Angels 2              | 15.00 km  | Juha Kankkunen                  | 10:24  | 86.54 km/h  | François Delecour |
| 3 (4 nov) | SS25  | Coll de Bracons 3         | 19.89 km  | Didier Auriol                   | 13:42  | 87.11 km/h  | François Delecour |
| 3 (4 nov) | SS26  | La Trona 2                | 12.85 km  | Didier Auriol                   | 8:37   | 89.48 km/h  | François Delecour |
| 3 (4 nov) | SS27  | Alpens - Les Lloses 2     | 21.91 km  | Didier Auriol                   | 14:45  | 89.13 km/h  | François Delecour |
| 3 (4 nov) | SS28  | l'Enclusa - Sant Hilari 3 | 27.44 km  | François Delecour               | 18:53  | 87.19 km/h  | François Delecour |
| 3 (4 nov) | SS29  | Sant Hilari - Osor        | 13.19 km  | Massimo Biasion                 | 9:32   | 83.01 km/h  | François Delecour |

## Clasificación final
| Pos.                 | Piloto              | Copiloto              | Automóvil                       | Tiempo  | Diferencia | Puntos |
| WRC                  | WRC                 | WRC                   | WRC                             | WRC     | WRC        | WRC    |
| -------------------- | ------------------- | --------------------- | ------------------------------- | ------- | ---------- | ------ |
| 1.                   | François Delecour   | Daniel Grataloup      | Ford Escort RS Cosworth         | 5:36:19 | 0.0        | 20     |
| 2.                   | Didier Auriol       | Bernard Occelli       | Toyota Celica Turbo 4WD (ST185) | 5:37:19 | +1:00      | 15     |
| 3.                   | Juha Kankkunen      | Nicky Grist           | Toyota Celica Turbo 4WD (ST185) | 5:40:28 | +4:09      | 12     |
| 4.                   | Massimo Biasion     | Tiziano Siviero       | Ford Escort RS Cosworth         | 5:42:57 | +6:38      | 10     |
| 5.                   | Alessandro Fiorio   | Vittorio Brambilla    | Lancia Delta HF Integrale       | 5:44:07 | +7:48      | 8      |
| 6.                   | Gustavo Trelles     | Jorge del Buono       | Lancia Delta HF Integrale       | 5:46:27 | +10:08     | 6      |
| 7.                   | Bruno Thiry         | Stephane Prevot       | Opel Astra GSi 16V              | 6:03:47 | +27:28     | 4      |
| 8.                   | Luis Climent        | José Muñoz            | Opel Astra GSi 16V              | 6:07:37 | +31:18     | 3      |
| 9.                   | Jose Maria Bardolet | Joaquim Muntada       | Opel Astra GSi 16V              | 6:08:02 | +31:43     | 2      |
| 10.                  | Oriol Gómez         | Marc Martí            | Peugeot 106 XSI                 | 6:18:19 | +42:00     | 1      |
| PWRC                 |                     |                       |                                 |         |            |        |
| 1.(14.)              | Alex Fassina        | Luigi Pirollo         | Mazda 323 GT-R                  | 6:37:41 | 0.0        |        |
| Campeonato de España |                     |                       |                                 |         |            |        |
| 1. (8.)              | Luis Climent        | José Muñoz            | Opel Astra GSi 16V              | 6:07:37 | 0.0        |        |
| 2. (9.)              | Jose Maria Bardolet | Joaquim Muntada       | Opel Astra GSi 16V              | 6:08:02 | +0:25      |        |
| 3. (10.)             | Oriol Gómez         | Marc Martí            | Peugeot 106 XSI                 | 6:18:19 | +10:42     |        |
| 4. (12.)             | Josep Bruguera      | M. Josep María Mataró | Renault Clio 16V                | 6:31:27 | +23:50     |        |
| 5. (15.)             | Jordi Serracanta    | Pau Serracanta        | Peugeot 309 GTI                 | 6:37:56 | +30:19     |        |
| 6. (16.)             | Javier Azcona       | Inma Vitorrini        | Renault Clio 16V                | 6:43:10 | +35:33     |        |
| 7. (17.)             | Joaquim Casasayas   | Manuel Dalmases       | Honda Civic VTi                 | 6:43:34 | +35:57     |        |
| 8. (18.)             | Salvador Bohigas    | Josep María Ricarte   | Lancia Delta Integrale          | 6:46:48 | +39:11     |        |
| 9. (19.)             | Roberto Blach       | Juan Carlos Dorado    | Peugeot 309 GTI 16              | 6:47:25 | +39:48     |        |
| 10. (20.)            | Jaime Azcona        | Julius Billmaier      | Peugeot 106 XSI                 | 6:47:45 | +40:08     |        |